# Heldsbach
Heldsbach ist ein Ort in Papua-Neuguinea, an der Küste der Salomonensee, sechs Kilometer von Sattelberg und zwanzig Kilometer von Finschhafen entfernt. Heldsbach gehört administrativ zum  Kotte Rural Local-Level Government Area der Morobe-Provinz.
1904 gründete Johann Flierl Heldsbach als Missionsstation der Neudettelsauer Missionsgesellschaft in der damals deutschen Kolonie Deutsch-Neuguinea. Er benannte die Station, die sich zu einer bedeutenden Schulstation entwickelte, nach dem 1901 an Schwarzwasserfieber verstorbenen Missionar Friedrich Held.
Das Heldsbach Village Life Training School (HVLTS) in Heldsbach ist ein Fortbildungszentrum für Kirchenvorsteher in der Evangelisch-Lutherischen Kirche von Papua-Neuguinea.